# Yakuza

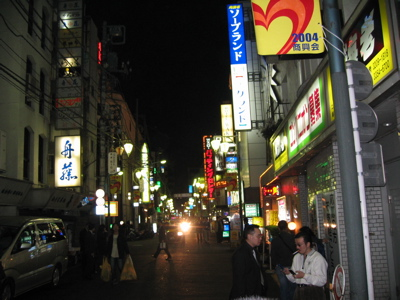
De achterstegen van de Tokiose wijk Shinjuku zijn een populaire ontmoetingsplek voor Yakuza-leden

De Yakuza (Japans: ヤクザ) is een Japanse criminele organisatie die al meer dan 100 jaar actief is. In Japan staat de organisatie ook bekend als  gokudō (Japans: 極道) of bōryokudan (Japans: 暴力団, "gewelddadige groep(en)") bij de Japanse politie en de media, en als ninkyō dantai (Japans: 任侠団体 of 仁侠団体, "ridderlijke organisaties") binnen de Yakuza zelf. Door de buitenlandse pers wordt de Yakuza ook wel de "Japanse maffia" genoemd. 
De Yakuza hanteert praktijken zoals drugshandel, prostitutie, mensenhandel, illegaal gokken, en pachinko (een gokspel dat enorm populair is in Japan). Ook speelt de Yakuza een rol in economische en politieke corruptie, en hebben ze geprobeerd invloed op verkiezingen uit te oefenen door de kandidaten financieel te steunen om ze daarna (met bedreigen) te controleren. 
Er wordt geschat dat er in Japan tegenwoordig meer dan 58.000 Yakuza-leden actief zijn, hoewel het Yakuza-lidmaatschap is gedaald vanwege een in 1992 door de Japanse overheid aangenomen wet die zich specifiek richt op de bestrijding van Yakuza-organisaties. Gezamenlijk vormen de verschillende Yakuza-organisaties samen de grootste criminele organisatie ter wereld.

## Etymologie
De naam yakuza is afkomstig van het traditionele Japanse kaartspel Oicho-Kabu, een spel waarbij het doel is om drie kaarten te trekken die samen een score van 9 opleveren. Als de som van de kaarten hoger is dan 10, wordt het tweede cijfer gebruikt als score, en als de som precies 10 is, is de score 0. Als de drie getrokken kaarten 8-9-3 zijn (in het Japans uitgesproken als ya-ku-sa), is de som 20 en dus de score nul, waardoor het de slechtst mogelijke hand is die getrokken kan worden. In het Japans wordt het woord yakuza gewoonlijk geschreven in katakana (ヤクザ).

## Organisatie
De Yakuza is ingedeeld in verschillende rivaliserende bendes (kumi’s). De Yakuza volgt een strenge hiërarchie en verschillende codes in vorm van eigen huisregels en zijn op bijna alle Japanse eilanden vertegenwoordigd. Traditioneel zitten er ook leden in Thailand en Zuid-Korea bij. In de vroege jaren negentig was de Yakuza ook actief in New York en Australië. In Europa gelden Amsterdam en Parijs als belangrijke plekken voor de Yakuza.
Sinds 1993 is een lidmaatschap bij een kumi in Japan strafbaar, al zijn sommige groepen en bendes nog steeds gewoon te vinden met adressen en telefoonnummers in de telefoongids van Tokio en Osaka. Ondanks dat de laatste jaren de ooit goede verhouding met de politie en het algemene aanzien in de samenleving verslechterd is, vormen de Yakuza nog altijd een invloedrijke gemeenschap binnen de Japanse samenleving en hebben ze vooral hun invloed in banken versterkt. In het jaar 1990 waren officieel 86.552 personen als Yakuza geregistreerd. Deze werden echter niet vervolgd door de politie. In januari 1993 kon een kumi zich op een persconferentie gewoon verontschuldigen bij de inwoners van Osaka voor bepaalde onaangename situaties tijdens een bendeoorlog.
In Japan onderscheidt men 3 grote Yakuza groepen: de Sumiyoshi-rengo, de Inagawa-kai (beide uit Tokio) en de grootste, Yamaguchi-gumi, die vooral in het gebied rond Kobe en Osaka opereert.

### Oyabun
De leider in een Yakuza-netwerk is de Oyabun (Japans voor 'vader'). Hij is te vergelijken met de “Godfather” in maffiatermen. Tegenover een Oyabun hoort een onderdaan zich met respect te gedragen. Onder de Yakuza geldt een Oyabun ook als “iemand die boven de wolken leeft”. Het is een metafoor voor iemand die als onaantastbaar wordt beschouwd. De volgende in de hiërarchie zijn de “kobun”, de zogenaamde zonen die één rang onder de Oyabu staan. Hierbij gebruikt de Yakuza een traditioneel opnameritueel waarbij toepasselijke kleding wordt gedragen en de toekomstige Kobun zijn Oyabun loyaliteit en trouw tot aan de dood zweert.

## Geschiedenis
De moderne Yakuza kwam pas in beeld in het midden van de 17e eeuw. Zij stamt af van twee verschillende groepen: de Tekiya (helers en smokkelaars) en de Bakuto (betrokkenen uit de gokwereld). 
De Tekiya, een van de lagere sociale groepen, maakte eigen organisaties en namen administratieve plichten (met betrekking tot de handel) over. Uiteindelijk erkende de overheid het recht van de Tekiya-organisaties om een zwaard te dragen, net als samoerais en jonkheren.
De Bakuto hebben kleine gokhuizen opgezet in verlaten tempels of kerkhoven aan de rand van een stad of dorp over heel Japan. De plaatsen van de Bakuto werden met minachting bekeken door de samenleving. Het hedendaagse ongewenste imago van de yakuza is ontstaan door de Bakuto.

## Tatoeages

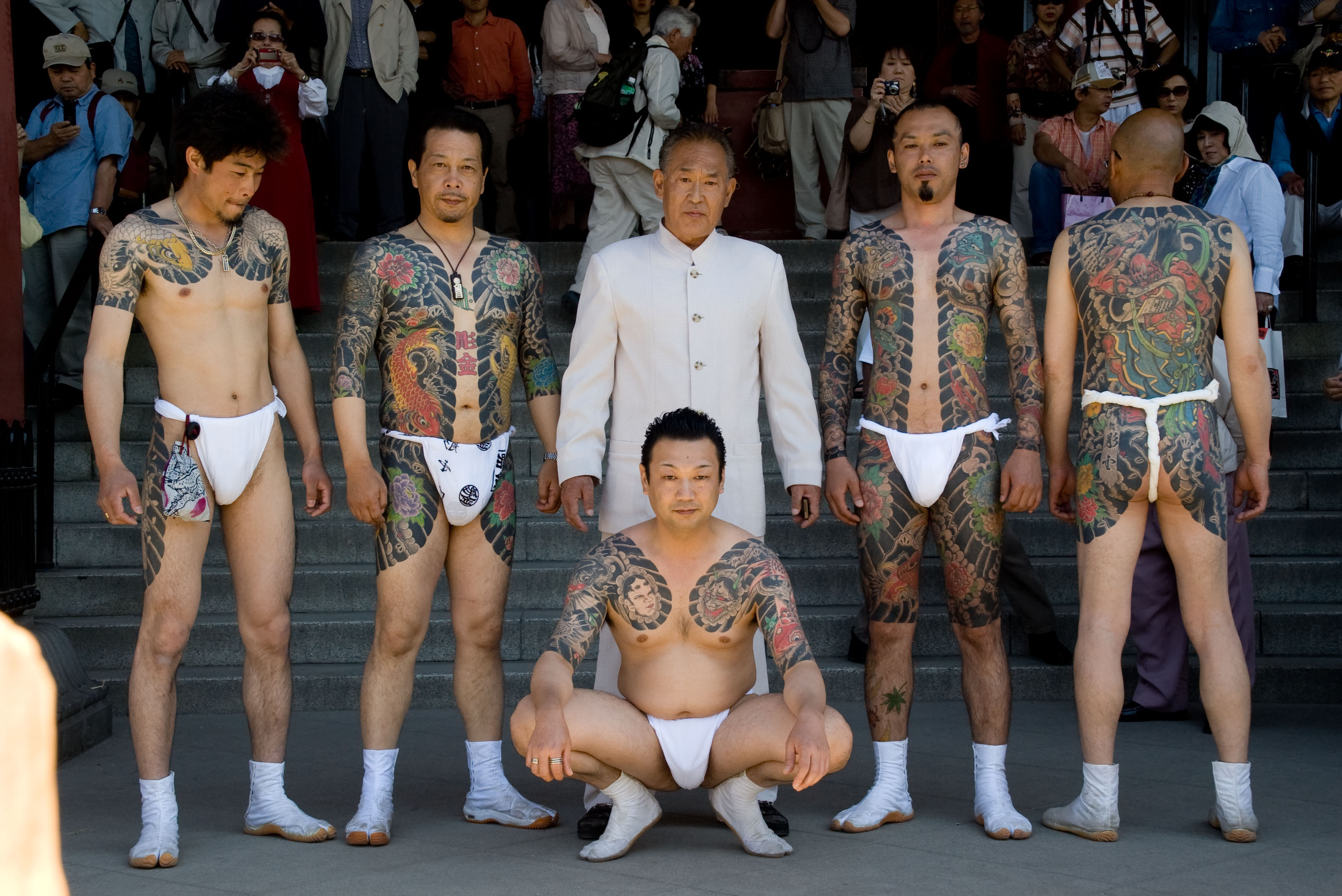
Tatoeages Yakuza

Yakuza gebruiken sinds honderden jaren grote tatoeages als herkenningsteken en om zich als individu met een hogere rang te onderscheiden. Boeren en handarbeiders gaven zich na het aansluiten bij de Yakuza nieuwe, gevaarlijk klinkende namen zoals tijger, negen draken en stormvogel, die ze dan in deze vorm op rug of borst lieten tatoeëren.
Daarnaast werden ook nog vaak kunstzinnige versieringen aangebracht, vaak werd alles tot en met hoofd, handen, voeten en schaambereik van tatoeages voorzien. Ook tegenwoordig worden tatoeages in directe zin met de Yakuza geassocieerd, waardoor getatoeëerden meestal in openbare baden geweigerd worden.

## Straffen
Begaat een lid van de bende een fout, dan kan hij deze fout kwijtraken, door zelf een vingerkootje, beginnend met de pink, met een Tanto-mes af te snijden (Japans: 指詰め; Yubitsume , "vinger verkorting") en te tonen aan zijn overste. Hierbij begint men met de linkerhand en gaat men zo van links naar rechts. Dit ritueel stamt ook uit de tijd van de Samoerai. Met elke verloren vinger lag het zwaard slechter in de hand en met het verlies van de laatste vinger was het onmogelijk een zwaard vast te houden. Bij oude Yakuza wordt een ontbrekende vinger vaak vervangen door een prothese om in het openbaar niet zo snel als crimineel te worden herkend.

## Grootste syndicaten
| De belangrijkste families                               | Beschrijving | Mon                |
| ------------------------------------------------------- | --- | ------------------ |
| Yamaguchi-gumi (六代目山口組, Rokudaime Yamaguchi-gumi) | De Yamaguchi-gumi is ontstaan in 1915 en is de grootste Yakuza-familie. Ongeveer vijftig procent van alle Yakuza in Japan zijn aangesloten bij de Yamaguchi-gumi. De organisatie bestaat uit meer dan 55.000 leden, die onderverdeeld zijn in 850 verschillende clans. Ondanks dat de politie de familie al meer dan een decennium lang de kop in probeert te drukken, blijft de Yamaguchi-gumi groeien. Vanuit het hoofdkantoor in Kobe worden talloze criminele activiteiten door heel Japan gerund. De Yamaguchi-gumi is ook betrokken bij criminele operaties in Azië en de Verenigde Staten. Shinobu Tsukasa, die ook wel bekendstaat als Kenichi Shinoda, is de huidige oyabun van de Yamaguchi-gumi. Hij draagt een expansionistisch beleid uit en heeft het aantal criminele operaties in Tokio verhoogd. Tokio is traditioneel gezien niet het territorium van de Yamaguchi-gumi. De Yamaguchi-familie is dusdanig succesvol geworden dat het synoniem staat met de Japanse georganiseerde misdaad in veel delen van Azië. Veel Chinezen en Koreanen die de term "Yakuza" niet kennen, kennen de naam "Yamaguchi-gumi", die ook vaak voorkomt in gangsterfilms. | "Yamabishi" (山菱) |
| Sumiyoshi-kai (住吉会)                                  | De Sumiyoshi-rengo is de een-na grootste Yakuza-familie, met 20.000 leden die onderverdeeld zijn in 277 verschillende clans. De Sumiyoshi-kai, zoals de organisatie soms wordt genoemd, is een confederatie van kleinere Yakuza-bendes. De huidige oyabun is Shigeo Nishiguchi. De Sumiyoshi-kai verschilt van haar grote rivaal, de Yamaguchi-gumi, in haar organisatiestructuur. De Sumiyoshi-kai opereert namelijk meer als een federatie. De hiërarchie is losser en hoewel Shigeo Nishiguchi altijd de superieure oyabun is, is het leiderschap verdeeld onder verschillende mensen. |                    |
| Inagawa-kai (稲川会)                                    | De Inagawa-kai is de twee-na grootste Yakuza-familie in Japan, met grofweg 15.000 leden die onderverdeeld zijn in 313 clans. Het territorium van de Inagawa-kai is de Tokio-Yokohama regio. Het was een van de eerste organisaties die zich tot buiten de grenzen van Japan uitbreidde. De huidige oyabun is Kiyota Jiro. |                    |

### Als bōryokudan bestempeld
Een als boryokudan bestempelde organisatie (指定暴力団, Shitei Bōryokudan) wordt beschouwd als een "bijzonder schadelijke" Yakuza-groepering. Prefecturale Publieke Veiligheidscommissies begonnen met de registratie van boryokudan sinds de invoering van de Wet voor maatregelen tegen de georganiseerde misdaad (暴力団対策法, Bōryokudan Taisaku Hō) in 1991.
De Prefecturale Publieke Veiligheidscommissies hebben tweeëntwintig Yakuza-syndicaten geregistreerd als boryokudan. Fukuoka Prefectuur heeft met vijf geregistreerde organisaties het grootste aantal boryokudan van alle prefecturen; de Kudo-kai, de Taishu-kai, de Fukuhaku-kai, de Dojin-kai en de Kyushu Seido-kai.
Boryokudan groeperingen zijn voornamelijk grote, in het verre verleden ontstane organisaties (meestal ontstaan voor de Tweede Wereldoorlog, sommigen zelfs voor de Meiji Revolutie van de negentiende eeuw). Er zijn echter uitzonderingen, zoals de Kyushu Seido-kai, die met de Dojin-kai in een gewapend conflict verzeild is, en twee jaar na zijn formatie geregistreerd werd.
De aantallen van de boryokudan groepen die volgen refereren aan de leider van de groep. Bijvoorbeeld, Yoshinori Watanabe leidde als "vijfde" van de Yamaguchi-gumi; na zijn pensioen werd Shinobu Tsukasa de zesde van de Yamaguchi-gumi en daarmee is de "Yamaguchi-gumi VI" nu de formele naam van de bende.
| Naam                  | Hoofdkwartier | Geregistreerd in |
| --------------------- | ------------- | ---------------- |
| Yamaguchi-gumi VI     | Hyogo, Kobe   | 1992             |
| Sumiyoshi-kai         | Tokio         | 1992             |
| Inagawa-kai           | Tokio         | 1992             |
| Kudō-kai V            | Fukuoka       | 1992             |
| Taishū-kai            | Fukuoka       | 1993             |
| Kyokuryū-kai          | Okinawa       | 1992             |
| Aizu-Kotetsu-kai VI   | Kyoto         | 1992             |
| Kyōsei-kai V          | Hiroshima     | 1992             |
| Gōda-ikka VII         | Yamaguchi     | 1992             |
| Kozakura-ikka IV      | Kagoshima     | 1992             |
| Asano-gumi IV         | Okayama       | 1992             |
| Dōjin-kai             | Fukuoka       | 1992             |
| Shinwa-kai II         | Kagawa        | 1992             |
| Sōai-kai              | Chiba         | 1992             |
| Kyōdō-kai III         | Hiroshima     | 1993             |
| Sakaume-gumi IX       | Osaka         | 1993             |
| Kyokutō-kai-Matsuyama | Tokio         | 1993             |
| Azuma-gumi II         | Osaka         | 1993             |
| Matsuba-kai           | Tokio         | 1994             |
| Fukuhaku-kai III      | Fukuoka       | 2000             |
| Kyushu Seido-kai      | Fukuoka       | 2008             |

### Andere bōryokudan
| Naam                      | Japanse naam           | Hoofdkwartier | Leider                            |
| ------------------------- | ---------------------- | ------------- | --------------------------------- |
| Seishin-kai               | 清心会                 | Iwate         | 太田 清吾                         |
| Genseida-Kōyū-kai         | 源清田交友会           | Ibaraki       | Shiroo Tanabe (田名辺 城男)       |
| Matsuba-kai-Sekine-gumi   | 松葉会関根組           | Ibaraki       | Nariaki Ōtsuka (大塚 成晃)        |
| Chōrakuji-ikka III        | 三代目長楽寺一家       | Tochigi       | Kazuo Hori (堀 和雄)              |
| Yorii-sōke VII            | 七代目寄居宗家         | Gunma         | Kiyoshi Kawada (川田 清史)        |
| Yorii-bunke V             | 寄居分家五代目         | Gunma         | Hiroshi Godai (五代 博)           |
| Kameya-ikka V             | 五代目亀屋一家         | Saitama       | Akira Shirahata (白畑 晟)         |
| Yoshiha-kai VII           | 七代目吉羽会           | Saitama       | Kiyomasa Nakamura (中村 清正)     |
| Takezawa-kai              | 竹澤会                 | Chiba         | Haruo Ōtawa (太田和 春雄)         |
| Asakusa-Sanzun V          | 五代目浅草三寸         | Tōkyō         | Yutaka Fujisaki (藤咲 豊)         |
| Anegasaki-kai             | 姉ヶ崎会               | Tōkyō         | Shigetami Nakanome (中野目 重民)  |
| Iijima-kai VIII           | 八代目飯島会           | Tōkyō         | Kanji Nishikawa (西川 冠士)       |
| Okaniwa-kai               | 岡庭会                 | Tōkyō         | Seiichirō Okaniwa (岡庭 清一郎)   |
| Kanda-Takagi VII          | 神田高木七代目         | Tōkyō         | Akira Nagamura (長村 昭)          |
| Shitaya-Hanajima-kai      | 下谷花島会             | Tōkyō         | Isamu Ōsaka? (大坂 勇)            |
| Jōshūya-kai               | 上州家会               | Tōkyō         | Katsuhiko Itō (伊藤 勝彦)         |
| Shinmon-rengō-kai         | 新門連合会             | Tōkyō         | Naoaki Kasama (笠間 直明)         |
| Sugitō-kai                | 杉東会                 | Tōkyō         | Tomoaki Nohara (野原 朝明)        |
| Daigo-kai                 | 醍醐会                 | Tōkyō         | Hideo Aoyama (青山 秀夫)          |
| Chōjiya-kai               | 丁字家会               | Tōkyō         | Gorō Yoshida (𠮷田 五郎)          |
| Tenjin'yama               | 天神山                 | Tōkyō         | unknown                           |
| Tōa-kai                   | 東亜会                 | Tōkyō         | Yoshio Kaneumi (金海 芳雄)        |
| Hashiya-kai               | 箸家会                 | Tōkyō         | Kōtarō Satō (佐藤 幸太郎)         |
| Hanamata-kai              | 花又会                 | Tōkyō         | Akira Kiyono (清野 昭)            |
| Masuya-kai                | 桝屋会                 | Tōkyō         | Sotojirō Higashiura (東浦 外次郎) |
| Matsuzakaya-ikka V        | 五代目松坂屋一家       | Tōkyō         | Takichi Nishimura (西村 太吉)     |
| Ryōgokuya-kai             | 両国家会               | Tōkyō         | unknown                           |
| Ametoku-rengō-kai         | 飴德連合会             | Kanagawa      | Hideya Nagamochi? (永持 英哉)     |
| Yokohama-Kaneko-kai       | 横浜金子会             | Kanagawa      | Takashi Terada (寺田 隆)          |
| Yamanashi-Kyōyū-kai       | 山梨侠友會             | Yamanashi     | Teruaki Sano (佐野 照明)          |
| Sakurai-sōke              | 櫻井總家               | Shizuoka      | Hiroyoshi Sano (佐野 広好)        |
| Chūkyō-Shinnō-kai         | 中京神農会             | Aichi         | Eizō Yamagashira (山頭 栄三)      |
| Marutomi-rengō-kai        | 丸富連合会             | Kyōto         | Hitoshi Kitabashi? (北橋 斉)      |
| Kōbe-Hakurō-kai-sōhonbu V | 五代目神戸博労会総本部 | Hyōgo         | Noboru Shikano (鹿野 昇)          |
| Chūsei-kai                | 忠成会                 | Hyōgo         | Masaaki Ōmori? (大森 匡晃)        |
| Matsuura-gumi II          | 二代目松浦組           | Hyōgo         | Kazuo Kasaoka (笠岡 一雄)         |
| Takenaka-gumi III         | 三代目竹中組           | Okayama       | vacancy                           |
| Konjin-Tsumura-sōhonke    | 金神津村總本家         | Hiroshima     | 津村 義輔                         |
| Chūgoku-Takagi-kai III    | 三代目中国高木会       | Hiroshima     | Hideyoshi Daigen? (大源 秀吉)     |
| Kyūshū-Kashida-kai III    | 三代目九州樫田会       | Fukuoka       | 古賀 孝司                         |
|                           | 九州三代目立川会       | Fukuoka       | Toshihiko Ikeura (池浦 敏彦)      |
|                           | 藤家会                 | Fukuoka       | Mitsuo Nakao (中尾 光男)          |
| Kyūshū-Kumashiro-rengō?   | 九州神代連合           | Saga          | Katsuji Noguchi (野口 勝次)       |
| Kyūshū-Ozaki-kai II       | 二代目九州尾崎会       | Nagasaki      | Kuniyuki Koga (古賀 國行)         |
| Kumamoto-kai II           | 二代目熊本會           | Kumamoto      | Yutaka Tozaki? (戸崎 豊)          |
| Sanshin-kai               | 山心会                 | Kumamoto      | Atsushi Inoue (井上 厚)           |
| Kyūshū-Murakami-gumi III  | 九州三代目村上組       | Ōita          | Yoshishige Matsuoka (松岡 良茂)   |
| Kuratatsu-kai             | 倉田使い               | Tokyo         | unknown                           |

## Bekende Yakuzaleden
- Tadashi Irie
- Yoshio Kodama
- Kenichi Shinoda
- Masahisa Takenaka
- Kazuo Taoka
- Yoshinori Watanabe
- Harukichi Yamaguchi
- Noboru Yamaguchi